# John Frost (ingegnere)
John Carver Meadows Frost, conosciuto come "Jack" Frost (Walton-on-Thames, 1915 – Auckland, 9 ottobre 1979), è stato un ingegnere aeronautico britannico, noto per il suo apporto allo sviluppo dei primi aerei a reazione sperimentali del Regno Unito e per essere responsabile dell'intero sviluppo del primo velivolo a getto canadese di concezione nazionale, l'Avro Canada CF-100.